# 히글리타운의 영웅들
히글리타운의 영웅들(Higglytown Heroes)은 와일드 브레인이 제작한 미국 CGI 애니메이션 어린이 TV 시리즈로 미국 디즈니 채널의 플레이하우스 디즈니 블록에서 방영되었다. 이 쇼의 캐릭터는 러시아 중첩 인형(마트료시카) 모양이다. 이 쇼에서는 네 명의 어린이 유비, 웨인, 트윙클, 킵과 그들의 가장 친한 친구인 다람쥐 프랜이 히글리타운에서 사람들이 하는 모든 중요한 직업에 대해 배운다. 65화까지 제작됐다.
쇼의 주제가인 Here in Higglytown은 데이 마이트 비 자이언츠가 연주했으며, 이는 두 번째 어린이 앨범 히어 컴 디 ABCs(Here Come the ABCs)에도 발매되었다. 시리즈 최종회가 2008년 1월 7일에 처음 방영된 후 2009년 3월 29일까지 플레이하우스 디즈니에서 재방송되었다. 그런 다음 디즈니 주니어(채널)가 2012년 3월 23일부터 2014년 5월 16일까지 재방송했다. 이 쇼는 2021년 4월 디즈니+에 추가됐다. 히글리타운의 영웅들 TV 시리즈는 3D 캐릭터의 모델과 텍스처를 디자인하는 데 사용된 Alias Maya와 2D 배경과 소품을 만드는 데 사용된 포토샵을 사용하여 제작되었다.